# 細米町
細米町（ほそこめちょう）は、愛知県名古屋市中川区の地名。現行行政地名細米町1丁目及び細米町2丁目。住居表示未実施。

## 地理
名古屋市中川区東部に位置する。東は松ノ木町・宮脇町、西は小城町・吉良町、南は上流町、北は小塚町に接する。

## 歴史

### 町名の由来
荒子町の旧字細米に由来する。

### 沿革
- 1961年（昭和36年）3月25日 - 中川区荒子町および小本町の各一部により、同区細米町として成立[1]。

## 世帯数と人口
2019年（平成31年）2月1日現在の世帯数と人口は以下の通りである。
| 町丁   | 世帯数  | 人口  |
| ------ | ------- | ----- |
| 細米町 | 370世帯 | 824人 |

### 人口の変遷
国勢調査による人口の推移
| 2000年（平成12年） | 514人 | [ WEB 7 ]  |  |
| 2005年（平成17年） | 825人 | [ WEB 8 ]  |  |
| 2010年（平成22年） | 830人 | [ WEB 9 ]  |  |
| 2015年（平成27年） | 827人 | [ WEB 10 ] |  |

## 学区
市立小・中学校に通う場合、学校等は以下の通りとなる。また、公立高等学校に通う場合の学区は以下の通りとなる。
| 丁目        | 小学校                                    | 中学校                                    | 高等学校 |
| ----------- | ----------------------------------------- | ----------------------------------------- | -------- |
| 細米町1丁目 | 名古屋市立荒子小学校 名古屋市立篠原小学校 | 名古屋市立一柳中学校 名古屋市立長良中学校 | 尾張学区 |
| 細米町2丁目 | 名古屋市立篠原小学校                      | 名古屋市立長良中学校                      | 尾張学区 |

## 施設
- 細米公園[2]
- 中川鉄工協同組合会館[2]

## その他

### 日本郵便
- 郵便番号 : 454-0847[WEB 3]（集配局：中川郵便局[WEB 13]）。

### WEB
1. 1 2  “愛知県名古屋市中川区の町丁・字一覧”.   人口統計ラボ. 2018年11月8日閲覧。
2. 1 2  “町・丁目(大字)別、年齢(10歳階級)別公簿人口(全市・区別)”.   名古屋市 (2019年2月20日). 2019年2月20日閲覧。
3. 1 2  “郵便番号”.  日本郵便. 2019年2月10日閲覧。
4. ↑  “市外局番の一覧”.   総務省. 2019年1月6日閲覧。
5. ↑  “住所コード検索”. 自動車登録関係コード検索システム.  国土交通省. 2018年10月29日閲覧。
6. ↑  名古屋市役所市民経済局地域振興部住民課町名表示係 (2015年10月21日). “中川区の町名一覧”.   名古屋市. 2017年10月7日閲覧。
7. ↑  名古屋市役所総務局企画部統計課統計係 (2005年7月1日). “（刊行物）名古屋の町(大字)・丁目別人口 (平成12年国勢調査) 中川区” (xls). 2017年10月8日閲覧。
8. ↑  名古屋市役所総務局企画部統計課統計係 (2007年6月29日). “平成17年国勢調査　名古屋の町(大字)別・年齢別人口 中川区” (xls). 2017年10月8日閲覧。
9. ↑  名古屋市役所総務局企画部統計課統計係 (2012年6月29日). “平成22年国勢調査　名古屋の町(大字)別・年齢別人口 中川区” (xls). 2017年10月8日閲覧。
10. ↑  名古屋市役所総務局企画部統計課統計係 (2017年7月7日). “平成27年国勢調査　名古屋の町(大字)別・年齢別人口” (xls). 2017年10月8日閲覧。
11. ↑  “市立小・中学校の通学区域一覧”.   名古屋市 (2018年11月10日). 2019年1月14日閲覧。
12. ↑  “平成29年度以降の愛知県公立高等学校（全日制課程）入学者選抜における通学区域並びに群及びグループ分け案について”.   愛知県教育委員会 (2015年2月16日). 2019年1月14日閲覧。
13. ↑  郵便番号簿 平成29年度版 - 日本郵便. 2019年02月10日閲覧 (PDF)

### 文献
1. 1 2  名古屋市計画局 1992, p. 820.
2. 1 2 3 4  「角川日本地名大辞典」編纂委員会 1989, p. 1492.
3. ↑  名古屋市計画局 1992, p. 491.